# Yōko (nome)
Yōko  è un nome proprio di persona giapponese femminile.

## Origine e diffusione
Come per la maggioranza dei nomi giapponesi, a seconda dei kanji con cui viene scritto il nome assume un significato diverso; in questo caso, il secondo kanji è sempre 子 (ko, "figlio/a"), elemento che si ritrova anche nei nomi Keiko, Fujiko, Sachiko, Chiyoko, Akiko, Ayako, Aiko, Naoko, Tamiko e Reiko. Il primo invece è variabile, essendo ad esempio:
- 陽, "sole", "luce solare"[1], quindi "figlia del sole"
- 洋, "oceano"[1], quindi "figlia dell'oceano"
- 葉, "foglia" (ma anche "lama"), quindi "figlia delle foglie"

La trascrizione corretta del nome è Yōko, che in occidente diviene solitamente Yoko, Youko o Yohko. Va notato che, se scritto con due "o" lunghe (Yōkō), il nome diventa di genere maschile.

## Onomastico
Non avendo Santo patrono, il nome Yōko è adespota, quindi l'onomastico cade il 1º novembre, festa di Tutti i Santi.

## Persone

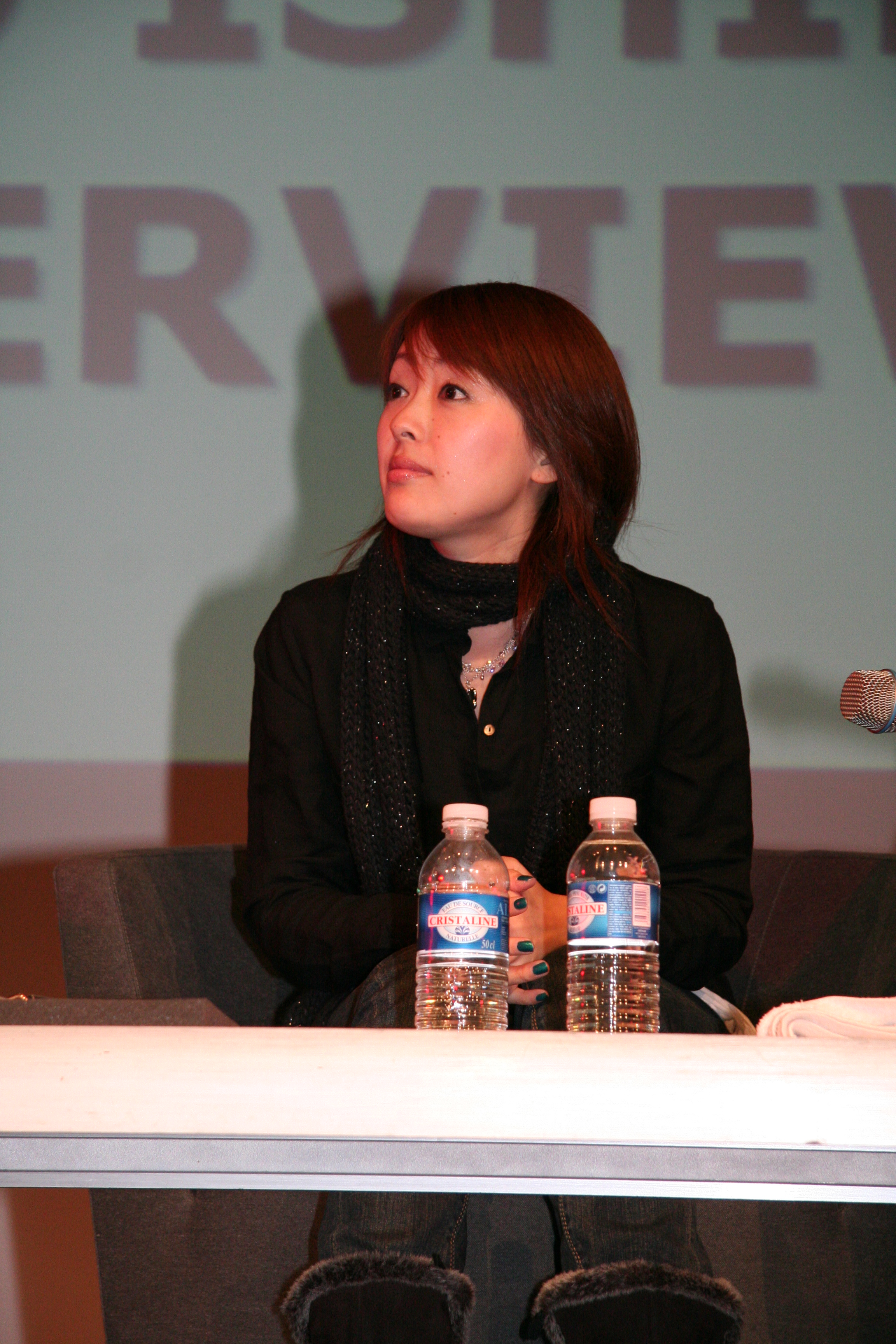
Yōko Ishida

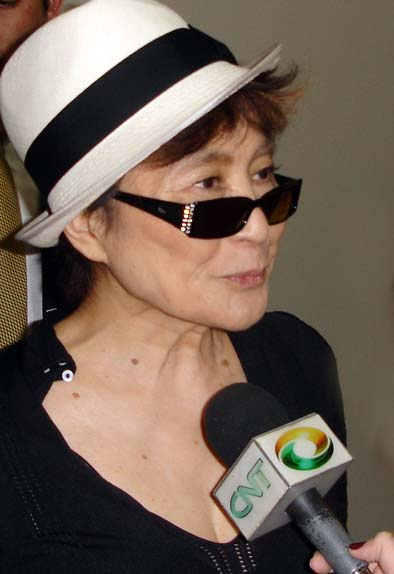
Yōko Ono

- Yōko Asagami, doppiatrice giapponese
- Yōko Hikasa, doppiatrice giapponese
- Yōko Honna, doppiatrice giapponese
- Yōko Ishida, cantante giapponese
- Yōko Kamio, fumettista giapponese
- Yōko Kanno, musicista giapponese
- Yōko Kishi, cantante giapponese
- Yōko Maki, attrice giapponese
- Yōko Maki, fumettista giapponese
- Yōko Makishita, schermitrice giapponese
- Yōko Matsugane, modella e idol giapponese
- Yōko Matsuoka, doppiatrice giapponese
- Yōko Mitsuya, attrice e modella giapponese
- Erica Yoko Necci, doppiatrice italiana
- Yōko Ono, artista e musicista giapponese naturalizzata statunitense
- Yōko Shimada, attrice giapponese
- Yōko Shimomura, compositrice e pianista giapponese
- Yōko Takahashi, cantante giapponese
- Yōko Tani, attrice francese
- Yōko Tawada, scrittrice giapponese
- Yōko Watanabe, soprano giapponese

## Il nome nelle arti
- Yōko Kamiya è un personaggio della serie manga e anime Batticuore notturno - Ransie la strega.
- Yoko Littner è un personaggio della serie anime Sfondamento dei cieli Gurren Lagann.
- Yōko Mano è un personaggio della serie OAV Yoko cacciatrice di demoni.
- Yōko Tsuno è un personaggio dell'omonima serie a fumetti di Roger Leloup.